# Natal de Alferrarede
Natal de Alferrarede, "Ó pastores, pastorinhos" ou "Ó pastores do monte e prado" é uma canção de Natal tradicional portuguesa originária da antiga freguesia de Alferrarede (hoje incluída na União das Freguesias de Abrantes (São Vicente e São João) e Alferrarede), no concelho de Abrantes.

## História

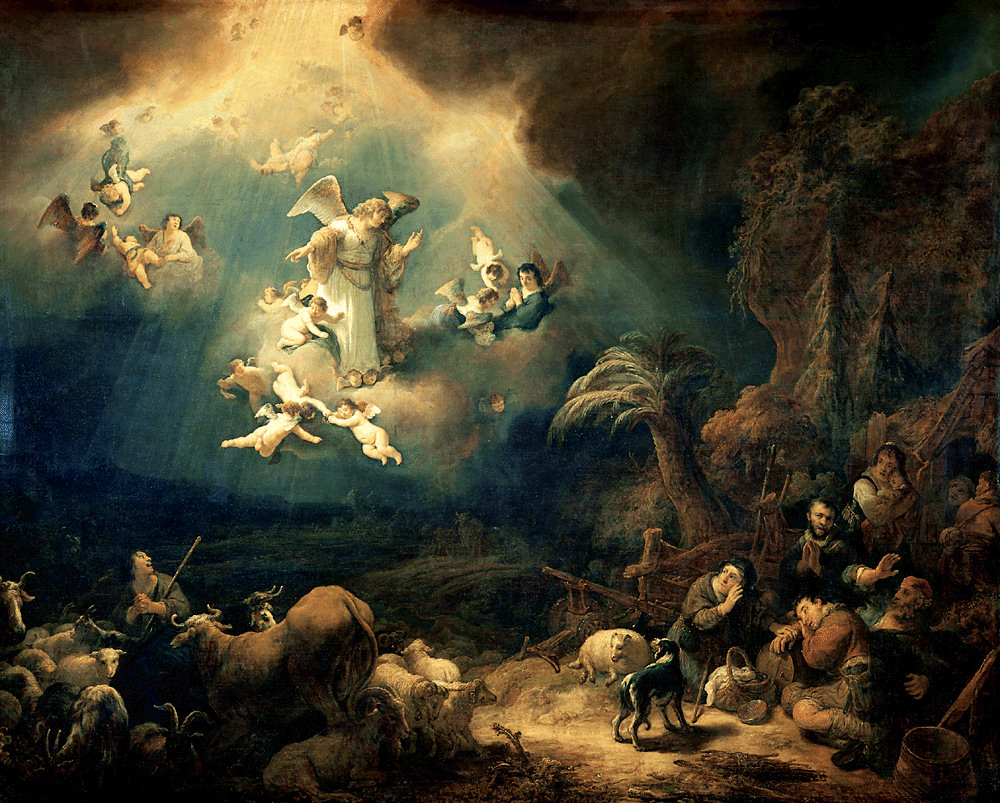
Govert Flinck: Anunciação aos pastores (1639).

"Natal de Alferrarede" é uma canção popular e, como tal, não se conhece o seu autor. Contudo, uma das suas trovas surge, com ligeiras diferenças, no ano de 1646 na obra Auto e colloquio do nascimento do menino Jesu de Francisco Lopes. Uma quadra semelhante é incorporada também no auto popular chamado "Presépio de Alpalhão", antigamente interpretado no concelho de Nisa.
Na primeira metade do século XX esta composição foi harmonizada pelo maestro português Mário de Sampayo Ribeiro. Mais recentemente, também o compositor Eugénio Amorim criou um arranjo, a que chamou Ó pastores do monte e prado.

## Texto
O tema do texto desta canção de Natal é o episódio da Anunciação aos pastores. Procura, mais precisamente, reproduzir as palavras que o anjo terá dirigido aos pastores que dormiam junto aos seus rebanhos, aconselhando-os a deixar o seu gado e partir para adorar o Menino Jesus recém-nascido.
| Natal de Alferrarede                                                                                 | Auto e colóquio |
| --- | --- |
| Ó pastores, pastorinhos Que guardais o vosso gado, Dizei às vossas ovelhas Que o Deus Menino é nado. | |
| Ó pastores do monte e prado, Acordai por vosso bem! Ide já fechar o gado Pra ver Jesus em Belém!     | Pastores de verde prado, Despertai por vosso bem, Deixai por agora o gado, E hide ver a Belem O vosso Deos humanado.                   |
| Ó meu Menino Jesus, Ó meu Menino tão belo, Porque quisestes nascer Em noite de caramelo?             | Vereis hum portal, que encerra Hum bem eterno, e divino Que vossos malles desterra Em fim vereis hum Menino Gloria do Ceo, e da terra. |

## Discografia
- 2003 — Um Natal português. Vários. Numérica. Faixa 10: "Ó pastores do monte e prado".[4]
- 2009 — Laudate Natal. Coro Laudate de São Domingos de Benfica. Public-art. Faixa 4: "Ó pastores, pastorinhos".[5]
- 2011 — Canções de Natal Portuguesas. Coro Gulbenkian. Trem Azul. Faixa 1: "Natal de Alferrarede".[6]